# Daisy Jones & The Six
Daisy Jones & The Six é uma minissérie de televisão estadunidense dos gêneros drama e musical baseado no romance homônimo de Taylor Jenkins Reid e produzido pela Amazon Prime Video. A série contém dez episódios e conta a história da banda de rock fictícia The Six, liderada pela cantora Daisy Jones, apresentando a ascensão do grupo no cenário musical durante a década de 1970 e seu encerramento repentino no auge do sucesso. A série apresenta-se no estilo de documentário, incluindo entrevistas com os integrantes da banda e a captura a essência da criatividade no mundo selvagem na música da década de 1970.
Daisy Jones & The Six estreou em 3 de março de 2023.

## Premissa
Daisy Jones & The Six segue "uma banda de rock na década de 1970, desde sua ascensão no cenário musical de Los Angeles até tornar-se uma das bandas mais lendárias do mundo e explora a razão por trás de sua divisão no auge de seu sucesso". A série Amazon Prime Video é baseada no livro de mesmo nome de Taylor Jenkins Reid, que a autor descreve ter sido parcialmente inspirado por sua experiência de crescimento e por assistir às apresentações do Fleetwood Mac na televisão.

## Elenco

### Principal
- Riley Keough como Daisy Jones
- Sam Claflin como Billy Dunne
- Camila Morrone como Camila Dunne
- Suki Waterhouse como Karen Sirko
- Will Harrison como Graham Dunne
- Josh Whitehouse como Eddie Roundtree
- Sebastian Chacon como Warren Rojas
- Nabiyah Be como Simone Jackson
- Tom Wright como Teddy Price
- Timothy Olyphant como Rod Reyes

## Produção da série
A série foi anunciada em 25 de julho de 2018. A série será escrita pelos escritores Scott Neustadter e Michael H. Weber, que serão produtores executivos ao lado de Reese Witherspoon e Lauren Neustadter. Taylor Jenkins Reid produzirá a série. As empresas de produção envolvidas na série são Hello Sunshine, Circle of Confusion e Amazon Studios. Em 18 de novembro de 2019, anunciou-se que Riley Keough desempenhará o papel principal de Daisy Jones e em 22 de novembro Camila Morrone foi escalada para interpretar Camila Dunne.